# Captain America: The Winter Soldier
Captain America: The Winter Soldier (Capità Amèrica: el soldat d'hivern) és una pel·lícula de superherois i ciència-ficció de l'univers cinematogràfic de Marvel estrenada el 4 d'abril del 2014. És una seqüela directa de The Avengers i també enllaça amb el succeït en Captain America: The First Avenger. La pel·lícula està dirigida pels germans Anthony i Joe Russo i protagonitzada per Chris Evans, Samuel L. Jackson, Scarlett Johansson, Sebastian Stan, Anthony Mackie i Robert Redford. Va ser nominada a l'Oscar als millors efectes visuals.

## Rodatge
El rodatge va començar l'1 d'abril de 2013, als Raleigh Manhattan Beach Studios a Los Angeles, sota el títol de treball de Freezer Burn (Congelador cremat). A principi de maig, Dominic Cooper va confirmar que tornaria com Howard Stark. El 14 de maig de 2013, la producció es va traslladar a Washington DC on van rodar a l'Esplanada Nacional i el Pont Theodore Roosevelt. L'endemà, Garry Shandling va ser vist en el set repetint el seu paper d'Iron Man 2 com el Senador Stern. Altres llocs de rodatge a Washington DC van incloure l'Hotel Willard i el Dupont Circle. Van filmar a Revelandero des del 17 de maig fins a mitjan juny a West Shoreway, la depuradora a Cuyahoga Heights i el Cementiri de la Presa Lakeview. Cleveland va ser triat com a substitut de Washington. També van rodar al costat del Banc de la Reserva Federal de Cleveland, a la Biblioteca Pública de Cleveland i a la Universitat Estatal de Cleveland.

## Recepció
La pàgina web Rotten Tomatoes li dona un índex mitjana el 89%; amb una qualificació de 7.5/10, sobre la base d'una suma de 231 ressenyes. Dient que és una pel·lícula amb suspens i políticament astuta i que és una entrada superior en el cànon Avengers i és segura per emocionar als fanàtics de Marvel. Metacritic li va donar una puntuació de 70 sobre 100. IMDb li dona una puntuació de 8.2/10 amb crítiques generalment favorables.